# Provincia di Isernia
La provincia di Isernia è una provincia italiana del Molise di 78 891 abitanti. Fanno parte del suo territorio 52 comuni, molti dei quali non superano le mille unità. I comuni più importanti dal punto di vista socioeconomico sono Isernia, Venafro, Agnone e Frosolone, i cui quattro stemmi comunali formano quello provinciale.

## Geografia fisica
La provincia è caratterizzata da un territorio in prevalenza montuoso, e solo verso sud-ovest le montagne lasciano il posto alle colline e alle pianure (piana di Venafro).
Confina a nord con l'Abruzzo (province dell'Aquila e di Chieti), a est con la provincia di Campobasso, a sud con la Campania (provincia di Caserta) e ad a ovest con il Lazio (provincia di Frosinone).

### Monti

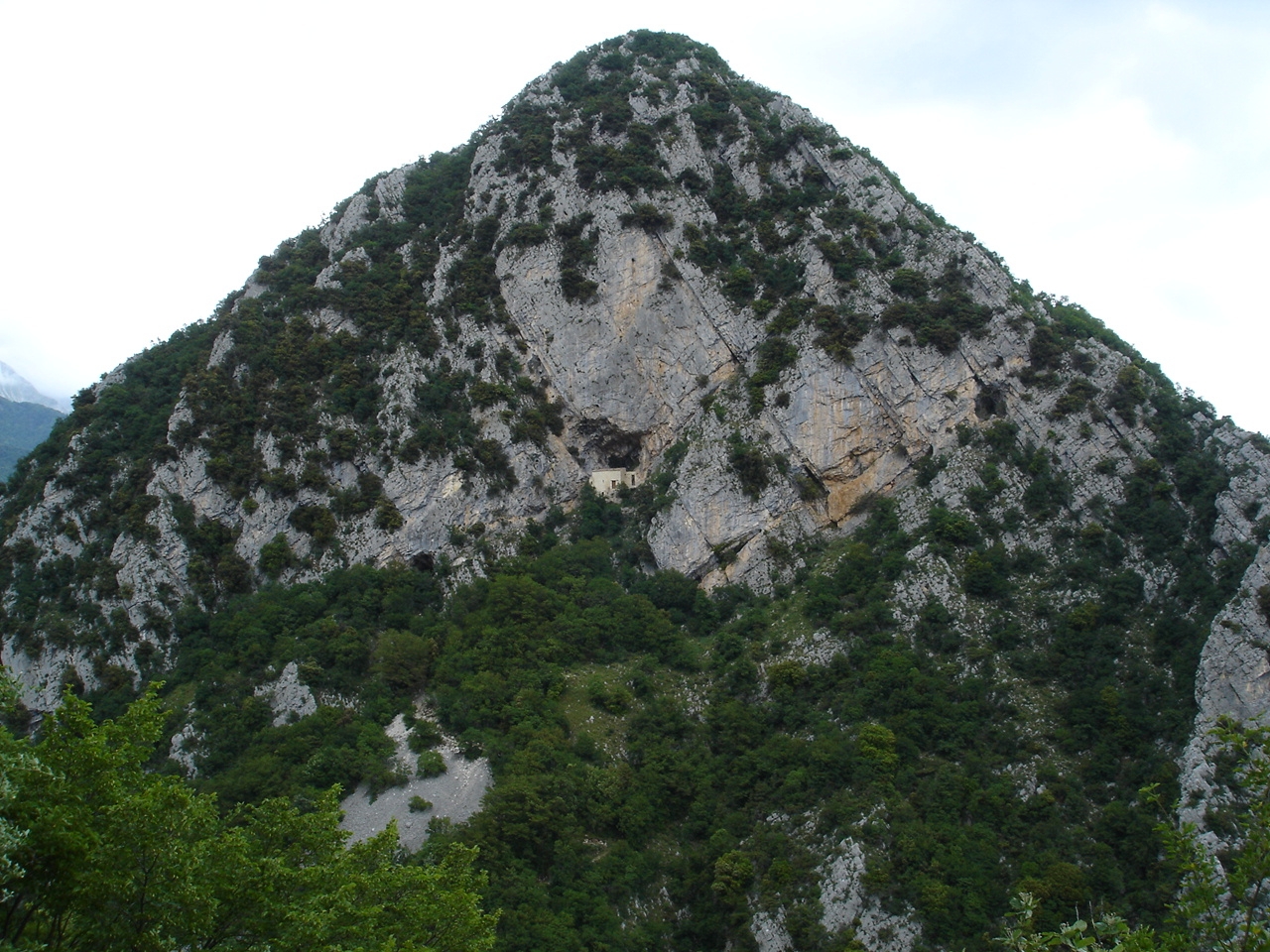
Il monte San Michele e l'eremo di San Michele a Foce nelle Mainarde molisane

I monti che fanno parte della provincia di Isernia appartengono a tre catene montuose principali. La prima, situata a nord ovest della provincia, è la catena montuosa della Meta a cui appartengono le Mainarde. Poi c'è la catena montuosa del Matese, che si trova a sud della provincia e ne delimita il confine con la provincia di Caserta. Nella zona a nord est, invece, sono presenti i monti dell'Alto Molise e infine nella zona sud est c'è la Montagnola Molisana.
Nelle catene montuose della Meta e delle Mainarde si trovano i comuni appartenenti al Parco nazionale d'Abruzzo, Lazio e Molise, ovvero Pizzone, Castel San Vincenzo, Rocchetta a Volturno, Scapoli e Filignano.
È la catena montuosa più alta della provincia con le cime di Monte Mare (2020 m s.l.m.) e Monte Marrone (1805 m s.l.m.).

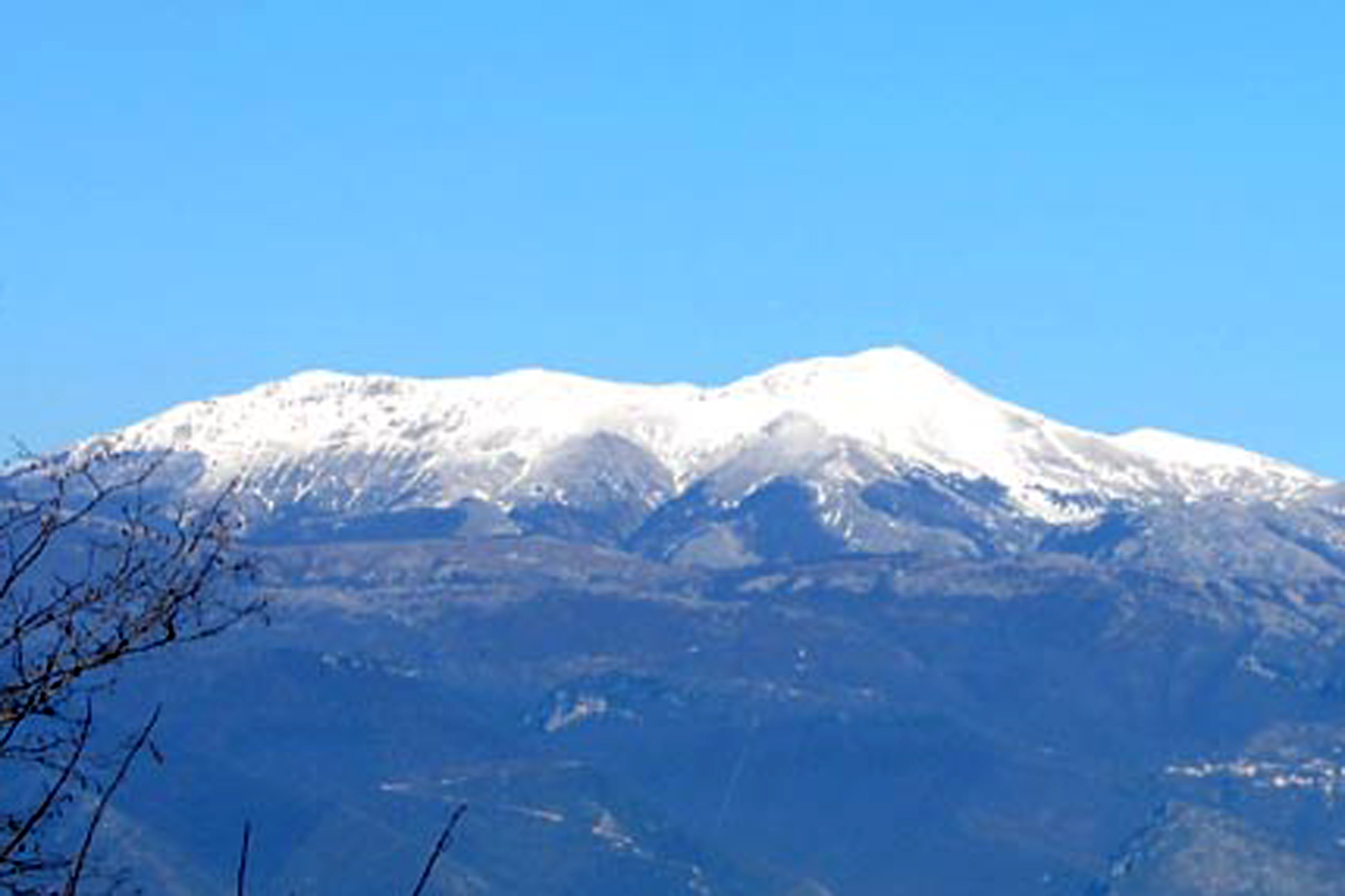
Monte Miletto

I monti del Matese si trovano nel sud della provincia, lambiti dalla SS 85 Venafrana, e ospitano i comuni di Sant'Agapito, Pettoranello, Monteroduni, Longano, Castelpizzuto, Castelpetroso, Roccamandolfi e Cantalupo nel Sannio. I monti più importanti di questo massiccio sono Monte Miletto con i suoi 2050 m s.l.m., Monte Patalecchia con 1400 m s.l.m. e Colle di Mezzo (1426 m s.l.m.).
La Montagnola Molisana è situata nel sud est della provincia, e comprende i comuni di Frosolone, Civitanova del Sannio e Macchiagodena.
I monti di Venafro circondano la piana e superano i 1.000 metri di altitudine. Interessano i comuni di Venafro, Sesto Campano, Conca Casale, Pozzilli. Si tratta di una dorsale calcarea e calcarea-dolomitica con ripidi speroni. Tra le cime più elevate il Monte Sambucaro (1205 m s.l.m.), Monte Cesima (1180 m s.l.m.), Monte Corno (1054 m s.l.m.), Monte Cerino o Santa Croce (1026 m s.l.m.), Colle San Domenico (921 m s.l.m.) e Monte Calvello (874 m s.l.m.).
I monti dell'Alto Molise comprendono i comuni più a nord e cioè quelli facenti parte della Comunità Montana Alto Molise, tra cui i più importanti sono Capracotta e Agnone. I monti principali di questo massiccio sono Monte Campo (1745 m s.l.m.) e Monte Capraro (1150 m s.l.m.). Quest'ultimo è la montagna simbolo dell'Alto Molise, essendo abitato sin dall'antichità, ed è luogo di importanti reperti archeologici.

### Fiumi e laghi

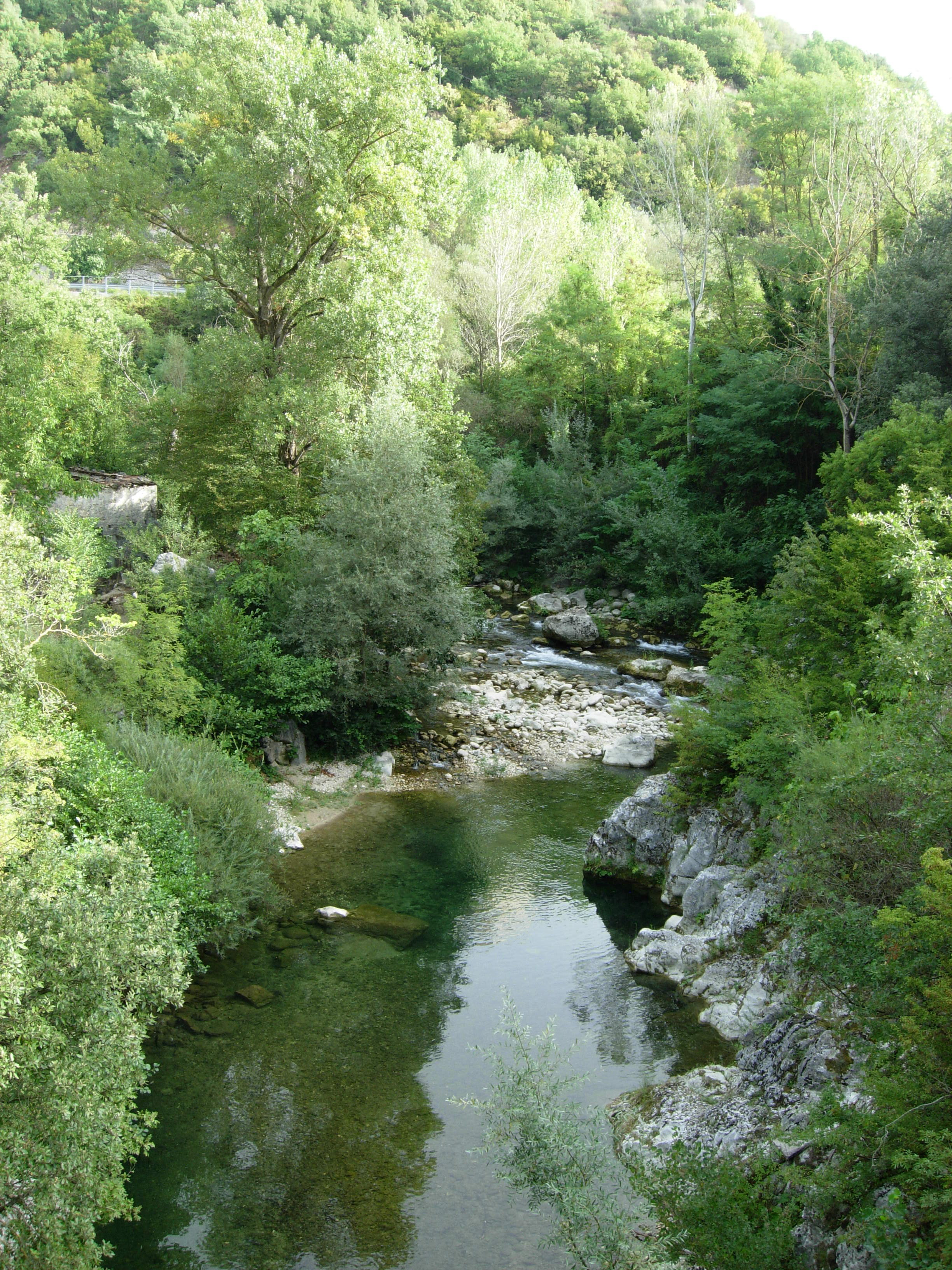
Fiume Volturno nei pressi di Colli a Volturno

La provincia è attraversata da diversi fiumi e torrenti, di cui il maggiore è il fiume Volturno, che dopo aver attraversato il territorio provinciale e la Campania sfocia nel Mar Tirreno. Gli altri fiumi maggiori sono il Trigno, che sorge ai piedi del Monte Capraro nel comune di Vastogirardi e segna parte del confine tra Molise e Abruzzo, il Verrino, affluente di destra del Trigno, la cui sorgente è situata tra il Monte Campo e il Monte Capraro nel comune di Capracotta, il fiume San Bartolomeo, affluente del Volturno, che sorge presso le sorgenti di Venafro e attraversa la piana.
L'unico lago presente nella provincia è il lago di Castel San Vincenzo, un lago artificiale situato a 783 m s.l.m realizzato negli anni 50, che occupa una superficie di 6,140 km². La sua realizzazione fu contestuale a quella delle centrali idroelettriche di Pizzone e Colli a Volturno.

### Clima
Il clima è generalmente rigido nella stagione invernale, quando si verificano abbondanti nevicate sui monti; le estati sono relativamente fresche, fanno eccezione i centri posti a quote più basse dove le estati risultano essere calde e gli inverni freddi ma senza eccessi.

## Storia

### Dalle origini fino all'Impero Romano

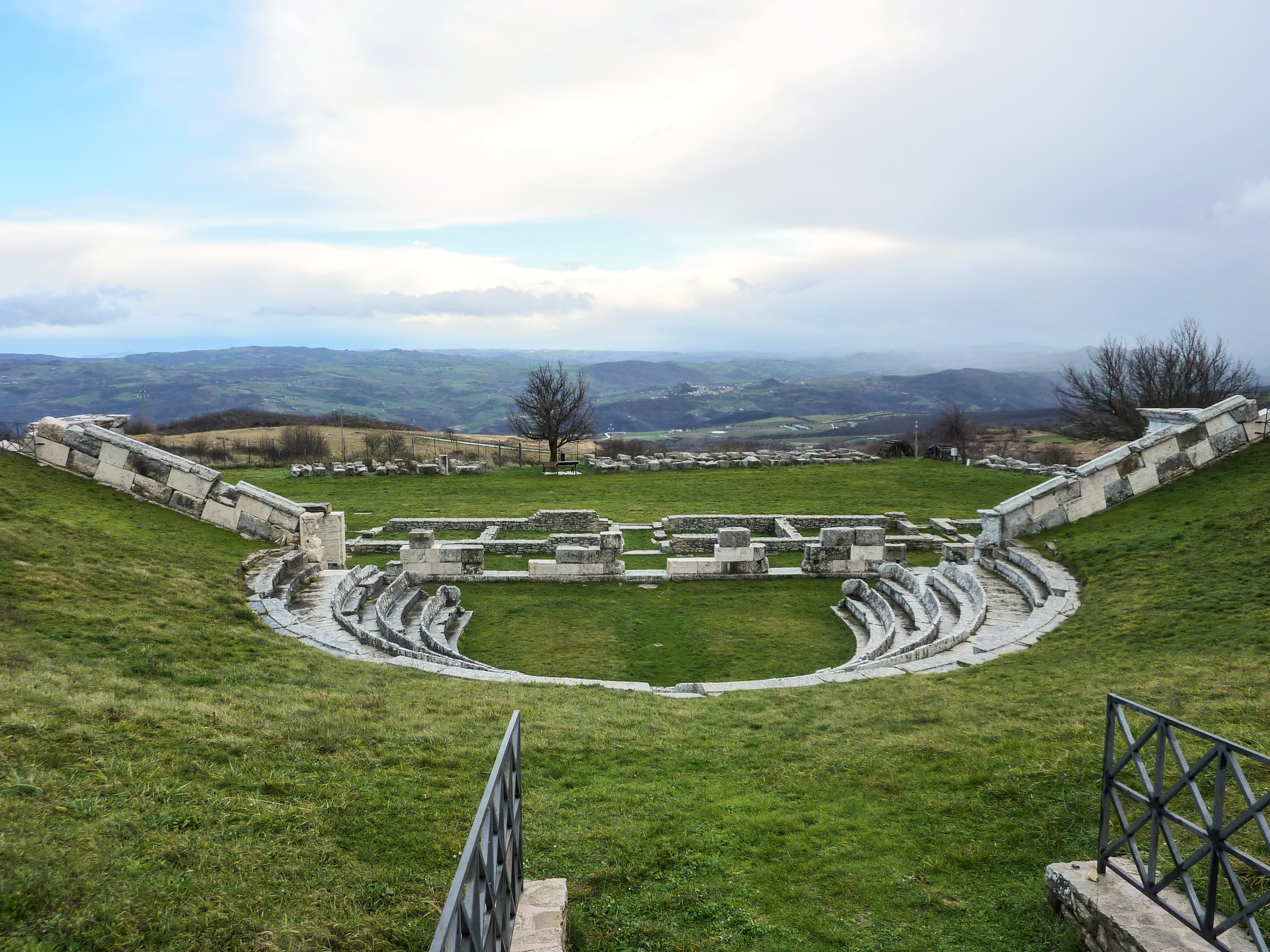
Anfiteatro Sannita di Pietrabbondante

Il territorio della provincia di Isernia faceva parte della regione del Sannio appartenente ai sanniti Pentri. La presenza dell'uomo in questi territori è antichissima, infatti ci sono reperti archeologici ad Isernia nel sito di Isernia La Pineta che fanno risalire insediamenti umani fin da circa 736.000 anni fa.
Il territorio era occupato principalmente dai Sanniti Pentri e soltanto dopo le guerre sannitiche fu conquistato dai Romani. Dopo l'adesione alla Lega Italica da parte dei Sanniti, che coinvolse anche i Sanniti Pentri e quindi l'intero territorio dell'attuale provincia, i Romani instaurarono svariate colonie in tutto il territorio, tra cui Isernia, colonia fin dal 262 a.C. e Venafro, città di origine Augustea, praefectura e colonia romana dal IV secolo a.C.

### Il Medioevo
A seguito della caduta dell'impero romano, ci furono varie invasioni barbare che saccheggiarono e invasero tutto il territorio. Si ricordano l'invasione dei Goti negli anni dal 535 al 553 d.C. e dei Longobardi nel 572 d.C.
Nel IX secolo, la città di Isernia fu attaccata saraceni che distrussero la città e l'abbazia di San Vincenzo al Volturno.
Successivamente, il territorio vide la nascita di diverse signorie feudali autonome come le contee di Venafro, Trivento, Bojano, Isernia ecc.

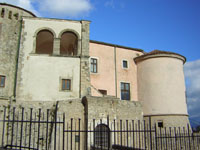
Vista laterale del castello Pandone di Venafro

Con l'avvento dei Normanni, e la loro conquista del contado di Molise, Isernia fu dichiarata terra regia, l'unica città con tale privilegio.
Molte sono le testimonianze archeologiche con gli scavi di Castel San Vincenzo e di Venafro, centro quest'ultimo ricco di testimonianze di ogni epoca (romana, medievale, rinascimentale, barocca, otto e novecentesca) con molti reperti esposti nel Museo Nazionale di Santa Chiara così come Isernia con il museo Paleolitico e Agnone.
Nel 1860 Isernia ospitò Vittorio Emanuele II di Savoia in viaggio per recarsi a Teano ad incontrare Giuseppe Garibaldi. Il Sovrano prese alloggio nel Palazzo Cimorelli, ospite di Vincenzo Cimorelli (*5.4.1796 †9.8.1889) (Raffaele de Cesare: La fine di un regno, Milano 1969, p. 963). L'indomani, alla partenza per Venafro, donava all'ospite la sua tabacchiera d'oro (Francesco Colitto: Imperatori, Re e Regine nel Molise: Vittorio Emanuele II. S. Giorgio Editrice, Campobasso 1978). Giunse quindi a Venafro dove pernottò presso Palazzo Cimorelli, come testimoniato da una lapide posta sulla facciata principale della dimora.

### Dal XVIII secolo ad oggi

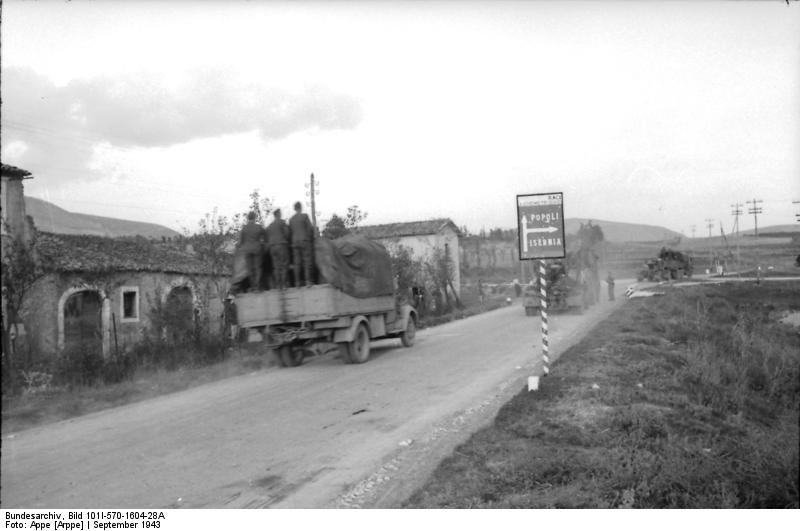
Militari della seconda guerra mondiale al bivio fra Popoli Terme e Isernia.

Gli abitanti fecero resistenza contro i francesi nel 1799, in occasione del tentativo di conquista del Regno di Napoli.
Lo stesso accadde nel 1860 con i piemontesi, visti come usurpatori dei legittimi regnanti del regno borbonico.[fonte non citata]

Genieri inglesi della seconda guerra mondiale in piazza della Repubblica ad Isernia

La provincia subì numerosi stragi da parte dell'esercito piemontese che, con il pretesto di combattere il brigantaggio, uccisero e impiccarono molti contadini e pastori e, a volte, le loro intere famiglie.[fonte non citata]
L'Alto Molise è stato vittima anche di svariati terremoti come nel 1805. Oltre alle distruzioni da cause naturali, ci furono, nel XX secolo, molte distruzioni anche a cause belliche, come i bombardamenti di Isernia (10 settembre 1943), di Venafro (15 marzo 1944) e di Pescopennataro. Nella zona delle Mainarde ci fu la Battaglia di Monte Marrone che vide la nascita dell'Esercito Italiano dal Corpo Italiano di Liberazione.
Il 19 settembre 1994, Oscar Luigi Scalfaro, allora Presidente della Repubblica, insignì la provincia con la Croce di Guerra al Valor Militare per le vittime e la resistenza in guerra.
Un problema molto attuale della provincia è lo spopolamento inarrestabile. La maggior parte dei comuni hanno una popolazione inferiore ai 1 000 abitanti. Le uniche aree non soggette a questo fenomeno sono quelle poste nel settore sud-occidentale, tra i comuni di Isernia e Venafro.

### L'istituzione
È stata istituita con decreto del 3 marzo 1970, per scorporo dalla provincia di Campobasso. Al momento della sua istituzione non poche furono le spaccature nella popolazione, soprattutto nell'area venafrana, che chiedeva di essere annessa alla provincia di Caserta.

### Stemma
La provincia di Isernia ha quale emblema araldico l'unione degli stemmi delle sue quattro più grandi città rappresentati in un inquartato. La blasonatura ufficiale è la seguente:

### Onorificenze
Croce di guerra al valor militare  

## Società

### Istituzioni, enti e associazioni
- Comunità montana Centro Pentria[7]
- Comunità montana Alto Molise[8]
- Comunità montana del Volturno

### Comuni
Appartengono alla provincia di Isernia i seguenti 52 comuni, riportati per numero di abitanti, superficie e densità al 31 dicembre 2022:
| Posizione | Comune                  | Popolazione (31-12-2022) | Superficie (km2) | Densità (ab/km2) | Altitudine (m s.l.m.) |
| --------- | ----------------------- | ------------------------ | ---------------- | ---------------- | --------------------- |
| 1°        | Isernia                 | 20 617                   | 69,15            | 298,15           | 423                   |
| 2°        | Venafro                 | 10 852                   | 46,45            | 233,63           | 222                   |
| 3°        | Agnone                  | 4 665                    | 96,95            | 48,17            | 830                   |
| 4°        | Frosolone               | 2 811                    | 49,89            | 56,34            | 894                   |
| 5°        | Montaquila              | 2 280                    | 25,45            | 89,59            | 460                   |
| 6°        | Pozzilli                | 2 190                    | 34,66            | 63,19            | 235                   |
| 7°        | Sesto Campano           | 2 148                    | 35,32            | 60,82            | 323                   |
| 8°        | Monteroduni             | 2 065                    | 37,22            | 55,48            | 468                   |
| 9°        | Fornelli                | 1 804                    | 23,17            | 77,86            | 530                   |
| 10°       | Macchiagodena           | 1 648                    | 34,35            | 47,98            | 864                   |
| 11°       | Castelpetroso           | 1 552                    | 22,71            | 68,34            | 872                   |
| 12°       | Pesche                  | 1 494                    | 12,96            | 115,28           | 732                   |
| 13°       | Sant'Agapito            | 1 375                    | 15,93            | 86,32            | 565                   |
| 14°       | Colli a Volturno        | 1 270                    | 25,25            | 50,3             | 408                   |
| 15°       | Carovilli               | 1 243                    | 41,56            | 29,91            | 860                   |
| 16°       | Cerro al Volturno       | 1 145                    | 23,79            | 48,13            | 572                   |
| 17°       | Rocchetta a Volturno    | 1 092                    | 23,34            | 46,79            | 540                   |
| 18°       | Carpinone               | 1 036                    | 32,43            | 31,95            | 623                   |
| 19°       | Macchia d'Isernia       | 1 012                    | 17,71            | 57,14            | 360                   |
| 20°       | Rionero Sannitico       | 977                      | 29,22            | 33,44            | 1051                  |
| 21°       | Miranda                 | 952                      | 22,15            | 42,98            | 860                   |
| 22°       | Civitanova del Sannio   | 879                      | 50,47            | 17,42            | 656                   |
| 23°       | Roccamandolfi           | 841                      | 53,67            | 15,67            | 850                   |
| 24°       | Capracotta              | 799                      | 42,55            | 18,78            | 1421                  |
| 25°       | Pescolanciano           | 788                      | 34,73            | 22,69            | 806                   |
| 26°       | Cantalupo nel Sannio    | 716                      | 15,64            | 45,78            | 587                   |
| 27°       | Sessano del Molise      | 666                      | 25,32            | 26,3             | 796                   |
| 28°       | Bagnoli del Trigno      | 637                      | 36,80            | 17,31            | 660                   |
| 29°       | Belmonte del Sannio     | 637                      | 20,32            | 31,35            | 864                   |
| 30°       | Santa Maria del Molise  | 635                      | 17,20            | 36,92            | 587                   |
| 31°       | Longano                 | 634                      | 27,38            | 23,16            | 680                   |
| 32°       | Vastogirardi            | 627                      | 60,71            | 10,33            | 1200                  |
| 33°       | Forlì del Sannio        | 620                      | 32,56            | 19,04            | 610                   |
| 34°       | Pietrabbondante         | 606                      | 27,44            | 22,08            | 1027                  |
| 35°       | Scapoli                 | 586                      | 18,94            | 30,94            | 611                   |
| 36°       | Filignano               | 574                      | 30,88            | 18,59            | 460                   |
| 37°       | Poggio Sannita          | 571                      | 25,74            | 22,18            | 705                   |
| 38°       | Montenero Val Cocchiara | 493                      | 22,02            | 22,39            | 893                   |
| 39°       | Roccasicura             | 485                      | 28,61            | 16,95            | 742                   |
| 40°       | Pettoranello del Molise | 446                      | 15,58            | 28,63            | 737                   |
| 41°       | Castel San Vincenzo     | 440                      | 21,98            | 20,02            | 749                   |
| 42°       | San Pietro Avellana     | 416                      | 44,95            | 9,25             | 960                   |
| 43°       | Acquaviva d'Isernia     | 370                      | 13,51            | 27,39            | 730                   |
| 44°       | Sant'Angelo del Pesco   | 326                      | 15,59            | 20,91            | 805                   |
| 45°       | Pizzone                 | 313                      | 33,49            | 9,35             | 730                   |
| 46°       | Castel del Giudice      | 308                      | 14,81            | 20,8             | 800                   |
| 47°       | Sant'Elena Sannita      | 292                      | 14,08            | 20,74            | 780                   |
| 48°       | Pescopennataro          | 239                      | 18,84            | 12,69            | 1190                  |
| 49°       | Chiauci                 | 198                      | 15,85            | 12,49            | 868                   |
| 50°       | Conca Casale            | 178                      | 14,43            | 12,34            | 657                   |
| 51°       | Castelpizzuto           | 131                      | 15,39            | 8,51             | 836                   |
| 52°       | Castelverrino           | 98                       | 6,20             | 15,81            | 600                   |

### Evoluzione demografica
La provincia di Isernia è caratterizzata dalla presenza di piccoli comuni, difatti oltre la metà di questi non supera i 1 000 abitanti. I centri principali sono Isernia, centro di riferimento dell'area pentra, e Venafro, centro di riferimento della Valle del Volturno; l'area tra essi compresa risulta essere anche la più popolata della provincia. Altro centro di riferimento è il comune di Agnone, situato nell'Alto Molise.
L'emigrazione è un fenomeno preoccupante e dalle ripercussioni negative per la maggior parte dei comuni della provincia. Molti centri, un tempo molto popolati, negli anni sono divenuti piccoli paesi, per lo più popolati da anziani. Gli unici centri che hanno registrato un andamento opposto sono Isernia e Venafro, che hanno accresciuto la popolazione residente nella seconda metà del XX secolo, oltre che altri comuni ricadenti nell'asse Isernia-Venafro.
Abitanti censiti

### Etnie e minoranze straniere
Nella provincia al 31 dicembre 2020 risiedevano 3 295 cittadini stranieri, ovvero il 4,05% dell'intera popolazione; i maggiori gruppi di residenti stranieri in provincia provenivano dai seguenti paesi:
- Romania: 698
- Marocco: 370
- India: 254
- Nigeria: 209
- Somalia: 172

## Economia
Il territorio era considerato nel XX secolo tra i più depressi del Mezzogiorno, e solo a partire dagli anni 1970 una limitata industrializzazione si è andata affiancando alle tradizionali attività agricolo-pastorali, limitando così la forte emigrazione che ne continua a causare lo spopolamento. Il frazionamento insediativo resta comunque alto, e lo spopolamento delle campagne degli ultimi decenni del XX secolo, diretto verso l'estero o altre aree del Paese, non è andato a vantaggio dei centri maggiori, Isernia e Venafro, gli unici con una popolazione superiore ai 10 000 abitanti.
Nell'area a sud-ovest della provincia, cioè nel venafrano è presente uno dei nuclei industriale della provincia di Isernia nel quale lavorano centinaia di addetti provenienti dall'intera provincia e da quelle limitrofe. L'altro nucleo industriale più piccolo è presente a Pettoranello del Molise con la presenza dell'Ittierre. 

### Agricoltura
L'agricoltura è abbastanza sviluppata soprattutto nella piana di Venafro dove si produce grano, granoturco, mais, olio d'oliva. Nell'Alto Molise è estremamente diffuso l'allevamento di bestiame e la produzione di formaggi tipici come caciocavalli e latticini di ogni tipo, soprattutto nelle zone di Agnone e Capracotta. C'è anche una produzione di mozzarella di bufala campana nella zona di Venafro, unico comune molisano autorizzato.

### Artigianato
Molto importante per tutta la provincia è la presenza di piccole o grandi botteghe artigiane. Sono presenti, infatti, in ogni paese botteghe tipiche della zona. Ad esempio, a Scapoli è molto rinomata la produzione delle zampogne, a Frosolone quella dei coltelli, ad Agnone c'è la fonderia di campane, ad Isernia è rinomata la falegnameria tra cui spicca la bottega "Mastro Geppetto", i merletti fatti al "tombolo" (antica arte prettamente femminile), ecc.

### Industria

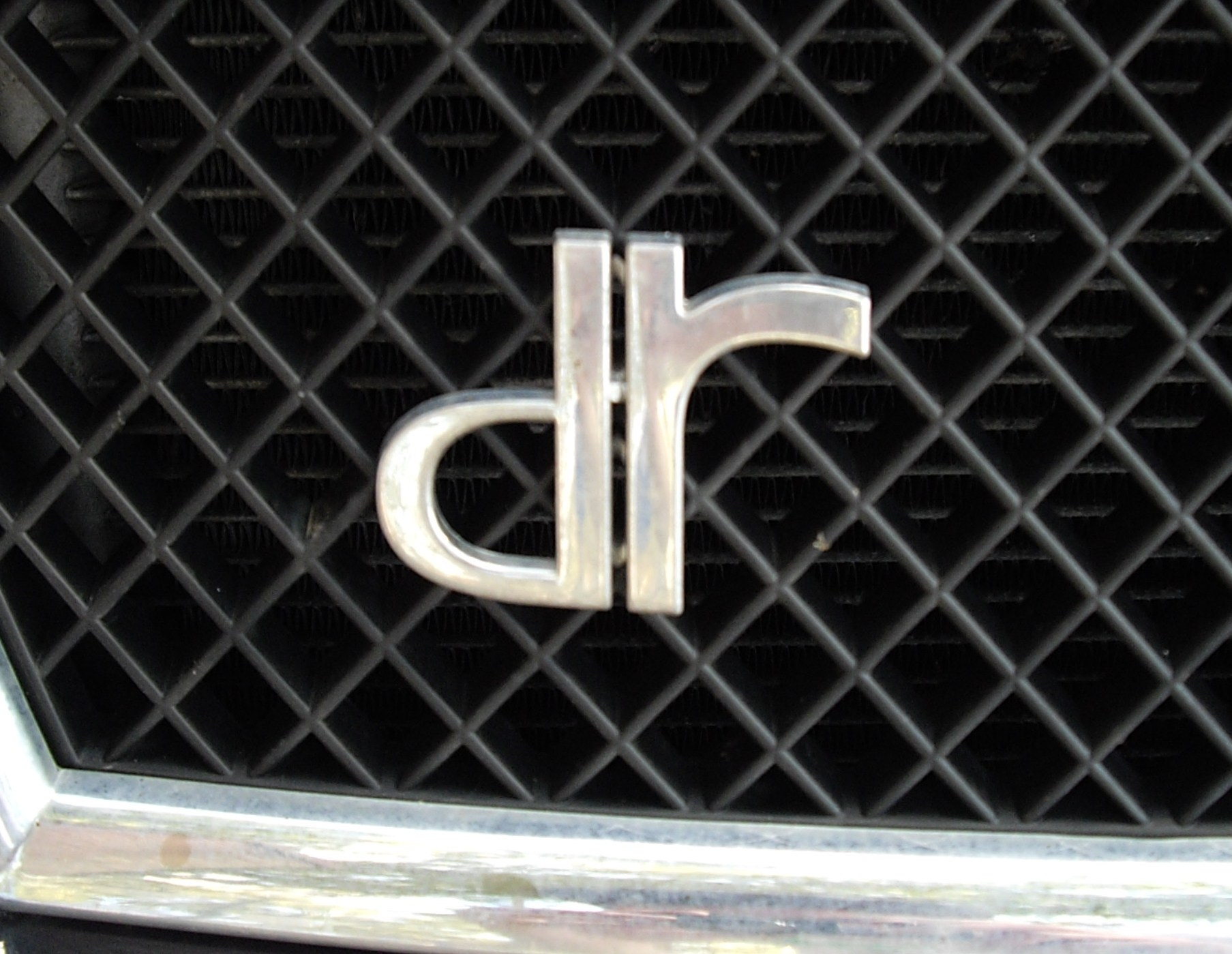
Marchio DR

L'industria nella provincia non è molto sviluppata. Sono presenti alcune industrie importanti come la DR Motor Company e alcune industrie della produzione di detersivi e alcune fonderie. Nel nucleo industriale di Venafro-Pozzilli sono presenti industrie metalmeccaniche, di detersivi e alimentari.

### Il tartufo molisano
Il tartufo molisano, e in particolare quello bianco, più pregiato del nero, si stima infatti che contribuisca alla produzione nazionale con una quota di mercato del 40%.
L'Amministrazione provinciale di Isernia si è fatta promotrice della costituzione del” Consorzio per la Valorizzazione del Tartufo Molisano”, che attualmente coinvolge in qualità di soci 25 comuni della provincia di Isernia, con lo scopo d'intraprendere iniziative che tutelino e nel contempo valorizzino il tartufo.

## Infrastrutture e trasporti

### Strade
Strade statali:
- dell'Appennino Abruzzese ed Appulo-Sannitico
- Venafrana
- di Fondo Valle Trigno
- di Fondo Valle Sangro

Diverse strade statali sono state in più occasioni cedute dall'ANAS alla provincia, assumendo una nuova denominazione di strada provinciale:
- della Valle del Volturno (S.P. 16 della Valle del Volturno)
- Molesana (S.P. 2 Molesana)
- della Vandra (S.P. 1 Vandra)
- di Pescolanciano (S.P. 78 Aquilonia)

Il breve tratto di circa 9 km della S.S. 85 var Variante di Venafro è l'unica strada a doppia corsia di marcia e con caratteristiche autostradali della provincia. La strada infatti avrebbe dovuto far parte della cosiddetta "autostrada del Molise", il cui progetto venne però abbandonato nel 2014.

### Ferrovie
La provincia, pur non essendo servita da linee ferroviarie principali, è attraversata da diverse linee complementari:
- Ferrovia Campobasso-Isernia: la ferrovia collega i due capoluoghi provinciali del Molise attraversando la conca di Bojano.

- Ferrovia Vairano-Isernia: la breve linea collega la stazione di Isernia con la ferrovia Roma-Cassino-Napoli
- Ferrovia Sulmona-Isernia: nota come "Transiberiana d'Italia", la linea è stata chiusa nel 2011 e dal 2014 effettua esclusivamente servizio turistico nel tratto abruzzese.[12]

## Cultura

### Università

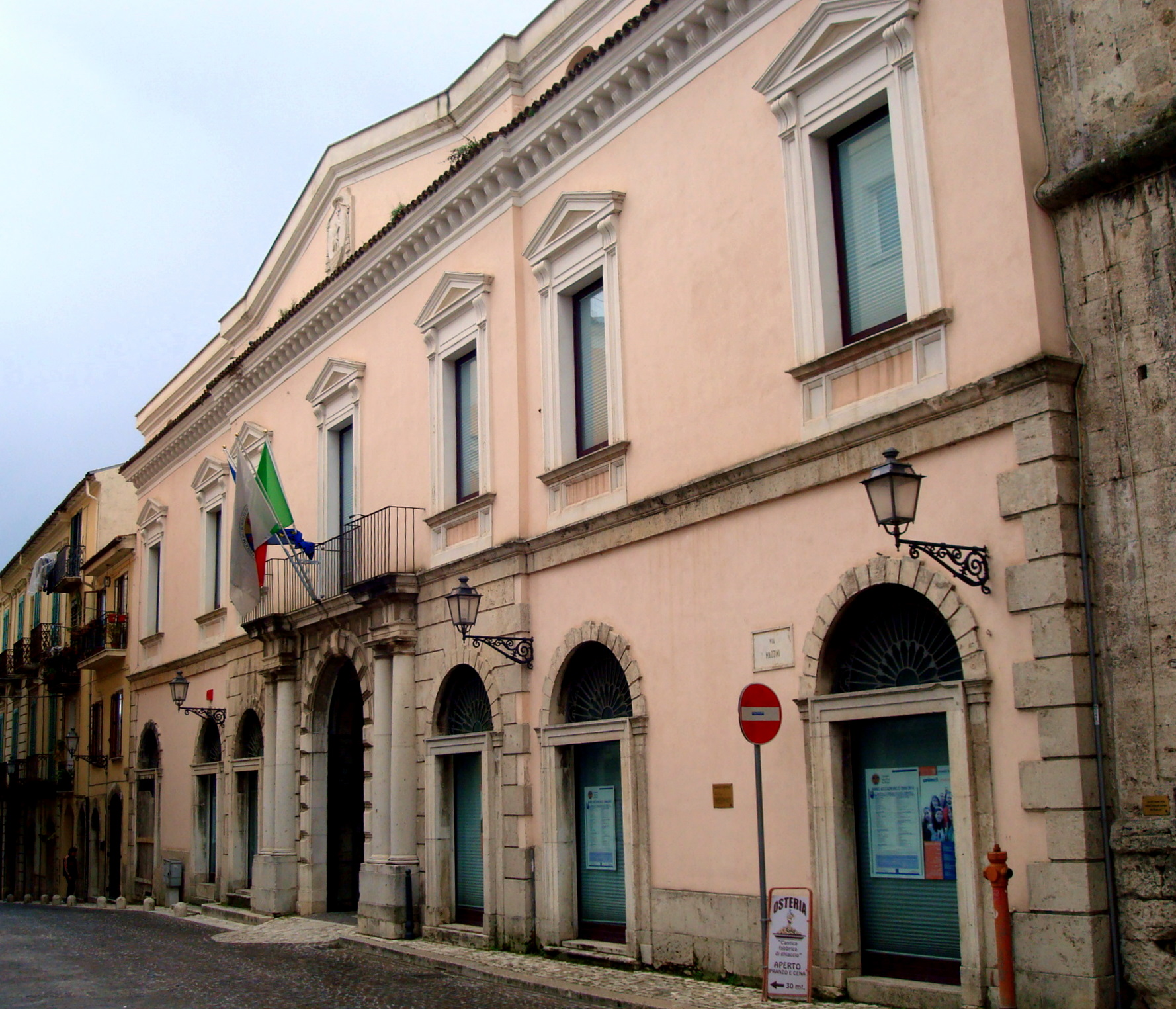
Palazzo dell'Università di Isernia, una delle sedi dell'Università degli Studi del Molise

#### Università degli studi del Molise
Sedi di Isernia e Pesche.

#### Sapienza Università di Roma
È presente una sede della Sapienza Università di Roma..

### Musei e aree archeologiche
- Museo archeologico di Venafro, Venafro
- Museo di guerra "WinterLine" Venafro
- Museo Nazionale del Molise (Castello Pandone), Venafro
- Area archeologica (teatro e anfiteatro romani, acquedotto romano augusteo, odeon, terme, ville romane), Venafro
- Museo nazionale di Santa Maria delle Monache, Isernia
- Museo nazionale del paleolitico di Isernia, Isernia
- Area archeologica con Teatro e Templi sanniti di Pietrabbondante
- Museo Internazionale della Campana, Agnone
- Museo della Fauna Appenninica "Oscar Caporaso", Castel San Vincenzo
- Museo Mario Lanza, Filignano
- Museo Comunale dei Ferri Taglienti, Frosolone
- Museo civico della Pietra nei Secoli "Chiara Marinelli", Pescopennataro
- Museo dell'Orso, Pizzone
- Museo di Tradizioni Popolari e del Costume d'Epoca, San Pietro Avellana
- Museo Internazionale della Zampogna "Pasquale Vecchione", Scapoli
- Abbazia di San Vincenzo al Volturno
- Museo internazionale delle guerre mondiali, Rocchetta a Volturno
- Museo della Memoria Storica, Filignano
- Museo del Profumo, Sant'Elena Sannita

## Turismo

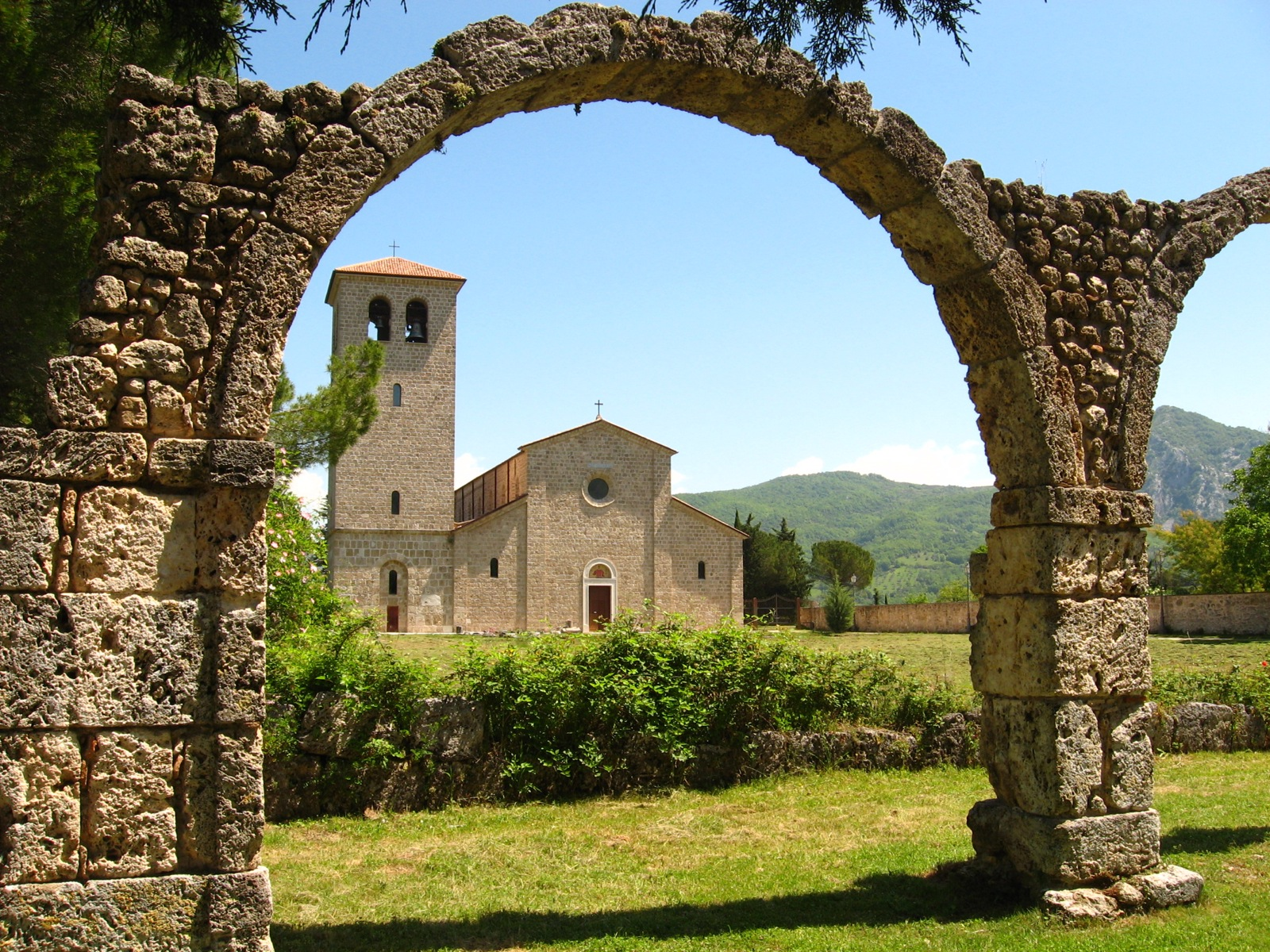
Abbazia di San Vincenzo al Volturno

### Località turistiche principali
- Isernia: sorgono in città diversi monumenti, come la cattedrale di San Pietro Apostolo e la fontana Fraterna, e musei quali il Museo nazionale del paleolitico, il sito archeologico Isernia La Pineta e il Museo nazionale di Santa Maria delle Monache. Nel centro storico si trovano alcuni palazzi signorili e le chiese di San Francesco, di Santa Chiara, dell'Immacolata e di San Pietro Celestino. Il perimetro del borgo ricalca l'antico sistema difensivo e gli ingressi al centro. In una collina boscosa, fuori dal borgo, è situata la chiesa dei Santi Cosma e Damiano.
- Venafro è la seconda città della provincia. Il suo centro storico è stato scelto, nel 1957, come palcoscenico per il film di Totò e Fernandel, La legge è legge. Fra le numerose chiese presenti in città, ben 33, la concattedrale di Santa Maria Assunta, la chiesa dell'Annunziata, la basilica dei Santi Nicandro, Marciano e Daria, la chiesa di San Francesco, la chiesa del Purgatorio, la chiesa di Cristo, la chiesa di San Sebastiano, la chiesa del Carmine e la chiesa di Sant'Agostino. Si conservano inoltre il castello Pandone, la torre medievale, le mura ciclopiche, le terme, il teatro e l'anfiteatro romani e vari palazzi signorili sparsi nel centro storico. Diversi reperti sono conservati nel Museo archeologico di Venafro. Ai confini con la Campania si estende l'oasi Le Mortine, che ospita flora e fauna tipicamente fluviali. Ad ovest della città si trova il parco regionale agricolo storico dell'olivo di Venafro.
- Castel San Vincenzo, dove è presente il Monastero di San Vincenzo al Volturno e il lago, frequentata meta turistica.
- Pietrabbondante, importante santuario e centro politico dei Sanniti tra il II secolo a.C. e il 95 a.C. dove si trovano i resti di un antico teatro sannita
- Agnone, antica cittadina sannita, nota per il suo storico stabilimento di fabbricazione delle campane, tra i pochi a poter utilizzare sui suoi prodotti lo stemma pontificio. Nel paese sono presenti numerose chiese (circa 14) con diverse tipologie di campanili, palazzi signorili e fontane.
- Monteroduni, piccolo paese situato a metà strada tra Isernia e Venafro. Sorge su un colle a circa 460 metri di altezza. Il borgo medievale è sovrastato dal castello Pignatelli. La chiesa principale è dedicata al patrono San Michele Arcangelo.
- Frosolone, centro noto per la produzione di coltelli, sorge a circa 900 metri di altezza. Nel borgo antico è situata la chiesa madre, dedicata alla Vergine Assunta, e diversi palazzi signorili.
- Capracotta, con i suoi 1421 metri sul livello del mare è il comune più alto dell'Appennino e il terzo d'Italia. È un'importante località climatica e sciistica per lo sci alpino e per lo sci di fondo. È stato sede del campionato Italiano di sci di fondo maschile nel 1997.
- Castelpetroso: nel paese sorge la basilica santuario di Maria Santissima Addolorata, patrona del Molise.
- Colli a Volturno è il baricentro economico della "Valle del Volturno"; vi si trovano gli affreschi della Chiesa di San Leonardo e le fortificazioni sannitiche.

### Eventi principali

#### Festa dei Santi Martiri Nicandro, Marciano e Daria, Venafro

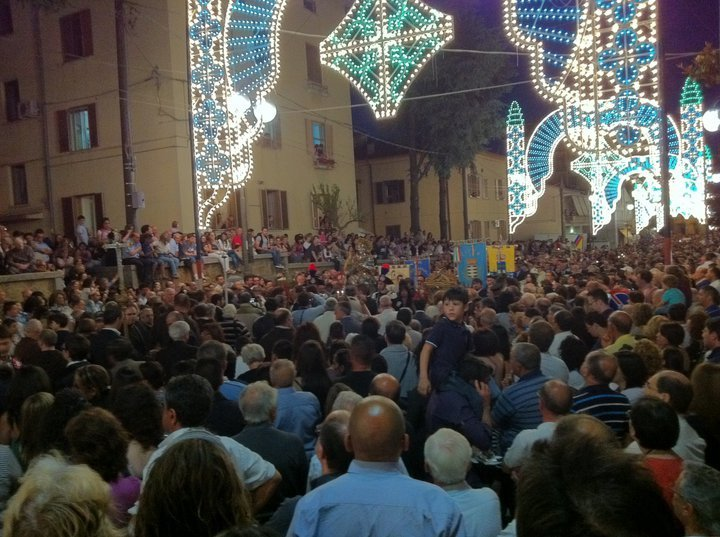
La processione di Venafro

Si svolge a Venafro ogni anno dal 16 al 18 giugno secondo una tradizione antichissima. I Santi Martiri, martirizzati nel 303 d.C. durante la persecuzione di Diocleziano e sepolti nel luogo ove oggi sorge la basilica, sono i patroni principali della diocesi di Isernia-Venafro, nonché delle città di Venafro e di Isernia. Il 16 giugno si conducono in processione i busti e le reliquie dei santi dalla chiesa dell'Annunziata alla basilica dei Ss. Martiri. Il 17 giugno si celebrano numerose messe e il solenne pontificale. Il 18 giugno i festeggiamenti si concludono con la solenne e imponente processione, caratterizzata dal canto dell'inno popolare da parte del popolo, alla quale partecipano migliaia di fedeli. Da segnalare gli importanti appuntamenti ludico-ricreativi nei tre giorni di festeggiamenti tra concerti bandistici, luminarie, fiere e bancarelle, fuochi pirotecnici, attrazioni per bambini e giovani e l'esibizione di cantanti di fama nazionale.

#### Festa dei santi Cosma e Damiano, Isernia
Dal 26 al 28 settembre di ogni anno si celebra ad Isernia la festa dei santi Cosma e Damiano, patroni secondari della città. Il 26 si tiene una processione in mattinata che conduce le effigi dei santi dalla cattedrale all'eremo dei Santi Medici. Il 28 un'altra processione riconduce i busti nella chiesa cattedrale. Si celebrano diverse messe e partecipano all'evento centinaia di persone.

#### Fiera delle Cipolle, Isernia
La fiera, legata ai festeggiamenti dei Santi Pietro e Paolo, è la più importante della città di Isernia e si svolge il 28 e 29 giugno.

#### Rassegna teatrale estiva, Pietrabbondante
SannitaTeatroFestival importante rassegna teatrale nazionale classica e moderna che si svolge ininterrottamente dal 1974 nel periodo di luglio - agosto.

#### Fiera nazionale del tartufo bianco molisano, Isernia
Il 4 dicembre 2011 è stata inaugurata ad Isernia la prima fiera nazionale del tartufo bianco molisano a cui hanno partecipato numerosi produttori di tartufi e prodotti tipici dell'intera regione. La fiera ha avuto una durata di una settimana. accostando alla vendita del tartufo anche numerosi eventi e manifestazioni culturali.

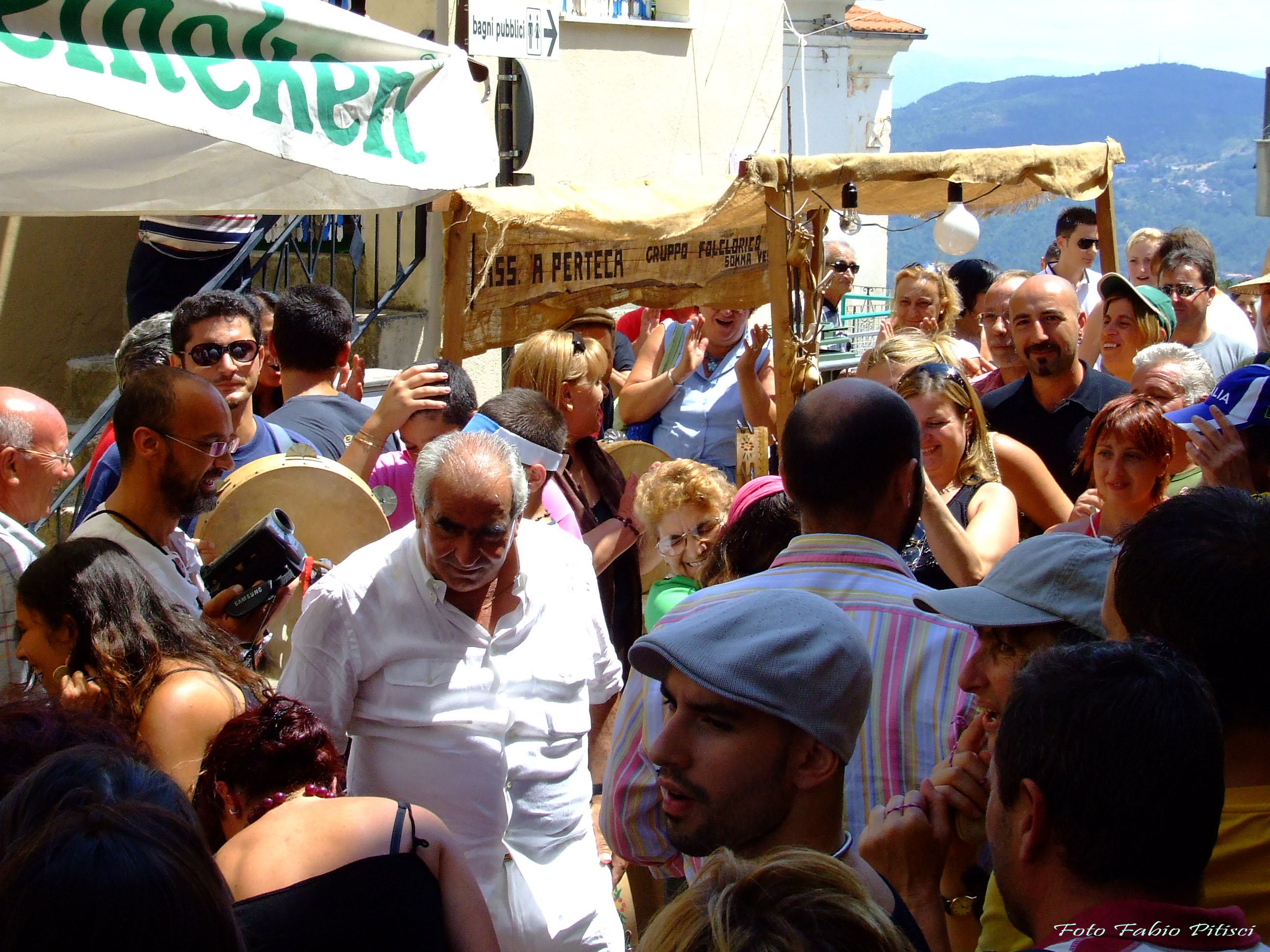
Festival della Zampogna

#### Festival Internazionale della Zampogna, Scapoli
Ogni anno dal 1975 nell'ultimo week-end di luglio si svolge a Scapoli la tradizionale Festa della Zampogna, manifestazione che richiama migliaia di persone provenienti da ogni parte del mondo.

#### Festeggiamenti della Madonna del Carmine a Venafro
Il 15 e 16 luglio di ogni anno la città festeggia la Madonna con funzioni religiose, spettacoli bandistici e di musica leggera, fuochi pirotecnici e la solenne processione del 16, che attraversa le vie del centro storico, alla quale partecipano migliaia di persone. Caratteristici sono i fuochi pirotecnici del 15 luglio nel laghetto e sulla palazzina Liberty.

#### Frammenti d'Antico, Bagnoli del Trigno
È una festa in costume a Bagnoli del Trigno dedicata a Santa Caterina in cui viene rinnovata ogni anno la ribellione dei cittadini al Duca che rivendicava lo Ius primae noctis.

#### 'Ndocciata, Agnone
Il 24 dicembre ad Agnone, molti portatori di 'Ndoccie di tutte le età si riuniscono sul corso principale, vestiti di costumi tradizionali, portando le 'Ndoccie, facendo diventare la cittadina un fiume di fuoco.

#### Eddie Lang Jazz Festival, Monteroduni
È una manifestazione in onore del celebre musicista originario di Monteroduni, Eddie Lang.

#### Macchia Blues Festival, Macchia d'Isernia
Il Macchia Blues Festival è un festival di musica e cultura Blues, organizzato annualmente tra agosto e settembre nel centro storico di Macchia d'Isernia. Esso associa alle esibizioni di musicisti blues italiani ed internazionali la promozione di iniziative artistiche e l'approfondimento di tematiche sociali connesse. Il festival è gestito in modo del tutto autonomo, anche da un punto di vista finanziario.